# Siège titulaire de Flenucleta
Flenucleta est un évêché titulaire de l'Église catholique romaine. Il remonte à un évêché disparu dans la cité antique homonyme, qui se trouvait dans la province romaine de Maurétanie Césarienne (aujourd'hui nord de l'Algérie).

## Histoire
Le seul évêque connu de ce diocèse africain est Félix, dont le nom figure en 84e position dans la liste des évêques de Mauritanie césarienne convoqués à Carthage par le roi vandale Uneric en 484 ; Félix était déjà décédé lorsque cette liste a été établie.

## Liste
| Évêques titulaires de Flenucleta |                          |                                                                         |                   |                   |
| Nb.                              | Nom                      | Mandat                                                                  | Prise de fonction | Fin des fonctions |
| 1                                | Julien Le Couëdic        | Évêque émérite à Troyes (France)                                        | 21 février 1967   | 10 décembre 1970  |
| 2                                | Antoine Mayala ma Mpangu | Évêque coadjuteur de Kisantu (Zaïre)                                    | 30 août 1971      | 27 avril 1973     |
| 3                                | Nicolas Mang Thang       | Évêque auxiliaire à Mandalay (Birmanie)                                 | 21 juin 1988      | 21 novembre 1992  |
| 4                                | João Braz de Aviz        | Évêque auxiliaire à Vitória (Brésil)                                    | 6 avril 1994      | 12 août 1998      |
| 5                                | Hélio Adelar Rubert      | Évêque auxiliaire à Vitória (Brésil)                                    | 4 août 1999       | 24 mars 2004      |
| 6                                | Joseph Walter Estabrook  | Évêque auxiliaire de l'Ordinariat militaire des États-Unis (États-Unis) | 7 mai 2004        | 4 février 2012    |
| 7                                | Nil Yuriy Lushchak OFM   | Évêque auxiliaire à Mukacheve (Ukraine)                                 | 19 novembre 2012  | en cours          |